# 十四边形
十四邊形是幾何學上所有含14條邊和14隻角的多邊形。
正十四邊形的每隻內角為154.285714度，是根據此公式計算：{\displaystyle 180\times {6 \over 7}}
正十四邊形的面積可使用以下公式計算，當中{\displaystyle A}代表面積，{\displaystyle a}代表邊長。
{\displaystyle A={\frac {14}{4}}a^{2}\cot {\frac {\pi }{14}}\approx 15.3345a^{2}}

## 尺规作图
正十四边形不能仅用尺规作出。以下给出一个误差为0.05°的近似作图：